# Baia e Latina
Pour les articles homonymes, voir Baia.
Baia e Latina est une commune de la province de Caserte, dans la région Campanie, en Italie.

## Administration
| Période                                  | Période  | Identité          | Étiquette | Qualité |
| ---------------------------------------- | -------- | ----------------- | --------- | ------- |
| 30 mai 2006                              | En cours | Gabriele Di Cerbo |           |         |
| Les données manquantes sont à compléter. |          |                   |           |         |

### Hameaux
Latina, Contra

### Communes limitrophes
Alife, Dragoni, Pietravairano, Roccaromana, Sant'Angelo d'Alife

## Personnalités nées à Baia e Latina
- Pietro Boccia (1944-....), écrivain, sociologue et journaliste